# Xenió
Xenió (en llatí Xenion, en grec antic Ξενίων) fou un historiador grec d'època desconeguda.
Va escriure obres sobre Creta i sobre Itàlia i probablement també sobre altres països. El menciona l'Etymologicum Magnum, i també Macrobi i Esteve de Bizanci. Vossius l'inclou al seu llibre De Historicis Græcis.